# Ermita de Sant Bertomeu (Vistabella del Maestrat)
L'ermita de Sant Bertomeu de Vistabella del Maestrat, a la comarca de l'Alt Maestrat, és un lloc de culte, localitzat en el camí a l'Ermita de Sant Bertomeu s/n, que està catalogat com Bé de Rellevància Local, per estar inclòs en l'expedient de declaració del Bé d'Interès Cultural, dins de la delimitació de la protecció del castell del Boi, i segons la Disposició Addicional Cinquena de la Llei 5/2007, de 9 de febrer, de la Generalitat, de modificació de la Llei 4/1998, d'11 de juny, del Patrimoni Cultural Valencià (DOCV Núm. 5.449 / 13/02/2007), amb codi identificador: 12.04.139-007.

## Història
L'immoble es coneix com a ermita de Sant Bertomeu del Boi i se situa en la part nord del terme municipal, als peus del castell del Boi, en la serra del mateix nom i separat del nucli poblacional de Vistabella del Maestrat per menys de deu quilòmetres, però proper al terme de Culla.
L'ermita, que estava envoltada per altres cases del ja desaparegut nucli poblacional del Boi (que va ser independent fins a 1405, quan va ser annexionat a Vistabella), forma part d'un complex d'edificacions que van constituir un ermitori que comptava amb la casa de l'ermità, hostatgeria i altres edificacions, per a la construcció de les quals es van emprar materials de la fortalesa del Boi.
També destaca la presència en el conjunt d'un peiró de pedra, al que s'arriba després de passar pels masos del Collado, de Baix i Nou, entre d'altres.
La construcció data del segle xiv i es van seguir en ella els cànons de l'estil gòtic, tot i que posteriorment es van realitzar en ella reformes considerables, sobretot en 1558. Malgrat estar abandonada en l'actualitat, el seu estat de conservació encara no és ruïnós.

## Descripció
L'ermita està adossada en el seu costat dret a altres construccions, i presenta, igual que les altres ermites de Vistabella del Maestrat (la de Sant Antoni i la de Loreto), un atri i una espadanya, però en aquesta ocasió l'atri està tancat per tots els costats menys pel d'accés a l'ermita, constituït per un arc escarser que permet arribar a la porta d'accés al lloc de culte, la qual és de fusta i està emmarcada en un arc apuntat format per regulars dovelles. Presenta coberta a dues aigües, de la qual s'eleva una desproporcionada espadanya de tres buits amb una sola campana de reduïdes dimensions, i rematada amb una creu que està incompleta.
La planta és de nau única i rectangular, presenta quatre crugies formades per arcs diafragma que sostenen l'estructura de fusta de la coberta interior (mentre que externament la coberta és de teula vermella), típica de l'època de la reconquesta, en el segle xiv; mentre que el sòl està construït per lloses de pedra.
La festivitat de Sant Bertomeu se celebra el 24 d'agost.